# Heart's a Liar
«Heart's a Liar es el decimoctavo sencillo del artista inglés de música electrónica Andy Bell. Es el cuarto sencillo y segundo corte promocional del álbum Ten Crowns el cual realizó en colaboración con Dave Audé.

Heart's a Liar es un dueto compuesto por Andy Bell y Debbie Harry

## Lista de temas
1. Heart's a Liar